# Operatore limitato
In analisi funzionale un operatore limitato è un operatore {\displaystyle f:X\to Y} tra due spazi metrici {\displaystyle X} e {\displaystyle Y} tale per cui, comunque si scelga un sottoinsieme limitato {\displaystyle B\subset X}, l'insieme {\displaystyle f(B)} è un sottoinsieme limitato di {\displaystyle Y}.
Un operatore lineare limitato tra spazi vettoriali normati è una funzione tale per cui il rapporto tra la norma dell'immagine di un vettore e la norma del vettore stesso sia limitato dallo stesso numero per ogni vettore non nullo del dominio. In particolare, un operatore lineare è limitato se e solo se è continuo.

## Definizione
Siano {\displaystyle X} e {\displaystyle Y} spazi normati e {\displaystyle L:X\rightarrow Y} un operatore lineare. L'operatore {\displaystyle L} si dice limitato se:
{\displaystyle \sup _{x\neq 0}\left[{\frac {\|Lx\|_{Y}}{\|x\|_{X}}}\right]<\infty \qquad \forall x\in X}
L'insieme dei rapporti tra le norme delle immagini dei vettori non nulli di {\displaystyle X} e le norme dei vettori stessi è quindi limitato dallo stesso numero, ovvero esiste un {\displaystyle M>0} tale che per ogni {\displaystyle x\in X} si ha:
{\displaystyle \|Lx\|_{Y}\leq M\|x\|_{X}\ }
Il più piccolo {\displaystyle M} che soddisfa la disuguaglianza è chiamato norma operatoriale dell'operatore {\displaystyle \|L\|_{op}} di {\displaystyle L}.
Si dimostra che un operatore lineare è limitato se e soltanto se è operatore continuo.
Un operatore si dice invece non limitato se si può trovare una successione di elementi dello spazio normato in questione {\displaystyle \{x_{n}\}} con {\displaystyle \|x_{n}\|=1} tale che:
{\displaystyle \|Ax_{n}\|\rightarrow \infty }
Un operatore lineare limitato non è necessariamente una funzione limitata, in quanto quest'ultima richiede che la norma dell'immagine sia limitata per ogni punto del dominio, mentre ogni operatore limitato è una funzione localmente limitata.

## Continuità e grafico
Un operatore lineare è limitato se e soltanto se è continuo, ed in particolare un operatore lineare è limitato se e soltanto se è continuo in un punto di {\displaystyle X}.
Il teorema della funzione aperta afferma che un operatore lineare limitato tra spazi di Banach mappa insiemi aperti in insiemi aperti, ovvero è una funzione aperta. Come conseguenza del teorema, ogni applicazione lineare biettiva e continua tra spazi di Banach possiede un'inversa continua.
Il teorema della funzione aperta permette inoltre di dimostrare il teorema del grafico chiuso. Si supponga che {\displaystyle X} e {\displaystyle Y} siano spazi di Banach, e che {\displaystyle T:X\to Y} sia un operatore lineare. Il teorema afferma che {\displaystyle T} è limitato se e solo se il suo grafico è chiuso nello spazio {\displaystyle X\times Y} dotato della topologia prodotto.
Come corollario, il teorema di Hellinger-Toeplitz mostra che un operatore simmetrico {\displaystyle A} definito su di uno spazio di Hilbert {\displaystyle H} è limitato. Questo risultato è di notevole importanza in fisica, dove si richiede una qualche forma di simmetria ad alcuni importanti operatori non limitati, come l'energia in meccanica quantistica, che non possono per questo essere definiti ovunque.

## Limitatezza relativa
Un operatore {\displaystyle A} si dice limitato relativamente all'operatore {\displaystyle B}, o {\displaystyle B}-limitato, se:
{\displaystyle D(B)\subset D(A)\qquad \|Au\|\leq a_{1}\|u\|+a_{2}\|Bu\|\quad u\in D(B)}
In modo equivalente:
{\displaystyle D(B)\subset D(A)\qquad \|Au\|^{2}\leq b_{1}^{2}\|u\|^{2}+b_{2}^{2}\|Bu\|^{2}\quad u\in D(B)}
Il più grande limite inferiore dell'insieme dei possibili valori che può assumere {\displaystyle a_{2}} è detto {\displaystyle B}-limite di {\displaystyle A}.
Il concetto di limitatezza relativa è utilizzato nello studio degli operatori autoaggiunti. Si dimostra che se {\displaystyle B} è autoaggiunto e {\displaystyle A} è simmetrico e {\displaystyle B}-limitato con {\displaystyle B}-limite minore di 1, allora l'operatore {\displaystyle A+B} è autoaggiunto.
Inoltre, se {\displaystyle B} è essenzialmente autoaggiunto allora {\displaystyle A+B} è essenzialmente autoaggiunto e si ha:
{\displaystyle {\overline {A+B}}={\bar {A}}+{\bar {B}}}
dove {\displaystyle {\bar {A}}} indica la chiusura di {\displaystyle A}.

## Topologia operatoriale
Quando si trattano operatori lineari limitati su spazi di Banach o di Hilbert è possibile definire diverse topologie a partire dalla convergenza di successioni di operatori. Sia {\displaystyle T_{n}} una successione di operatori lineari continui su uno spazio di Hilbert {\displaystyle H} (in modo equivalente si può considerare uno spazio di Banach).
- Si dice che {\displaystyle T_{n}} converge a {\displaystyle T} in {\displaystyle H} nella topologia operatoriale forte se:

{\displaystyle T_{n}x\to Tx\qquad \forall x\in H}
- Si dice che {\displaystyle T_{n}} converge a {\displaystyle T} in {\displaystyle H} nella topologia operatoriale debole se:

{\displaystyle F(T_{n}x)\to F(Tx)\qquad \forall F\in H^{*}}
- Si dice che {\displaystyle T_{n}} converge a {\displaystyle T} in {\displaystyle H} nella topologia operatoriale uniforme se:

{\displaystyle \|T_{n}-T\|\to 0\qquad \forall x\in H}